# Atheris matildae
Atheris matildae – endemiczny gatunek gada z rodziny żmijowatych (Viperidae), występujący w Tanzanii. A. matildae opisany został 6 grudnia 2011 roku na łamach „Zootaxa”. Gatunek krytycznie zagrożony wyginięciem.

## Systematyka
Gatunek A. matildae został odkryty około 2010 roku przez dyrektora Wildlife Conservation Society w Tanzanii Tima Davenporta oraz Michele Menegon z Museo delle Scienze w Trydencie
i Kima Howella z Uniwersytetu Dar es Salaam. Nowy gatunek został zaliczony do rodzaju Atheris, a przyjęty epitet gatunkowy pochodzi od imienia 5-letniej córki Davenporta – Matyldy (Matilda), zafascynowanej nowym gatunkiem węża. Odkrywcy przyjęli anglojęzyczną nazwę „Matilda’s Horned Viper”.

## Budowa ciała
Dorosłe osobniki A. matildae osiągają około 65 cm długości (zmierzony osobnik miał 643 mm). Ubarwienie żółte z czarnymi plamkami, oczy zielone. Cechą charakterystyczną gatunku są dwa kolczaste rogi zlokalizowane nad oczami.

## Występowanie
Żmija zamieszkuje obszar mniejszy niż 100 km² w zalesionych, górzystych rejonach południowo-zachodniej Tanzanii. Odkrywcy utrzymują w tajemnicy informację o dokładnym miejscu występowania, bowiem obawiają się nielegalnego odławiania zwierząt do hodowli.